# Bisetocreagris shunhuangensis
Espèce
Bisetocreagris shunhuangensis est une espèce de pseudoscorpions de la famille des Neobisiidae.

## Distribution
Cette espèce est endémique du Hunan en Chine. Elle se rencontre dans le xian de Dong'an.

## Description
Les mâles mesurent de 1,90 à 2,02 mm et les femelles de 2,09 à 2,17 mm.

## Étymologie
Son nom d'espèce, composé de shunhuang et du suffixe latin -ensis, « qui vit dans, qui habite », lui a été donné en référence au lieu de sa découverte, le mont Shunhuang.

## Publication originale
- Guo, Wang & Zhang, 2018 : Description of three new Bisetocreagris species (Pseudoscorpiones: Neobisiidae) from Southern China. Acta Zoologica Academiae Scientiarum Hungaricae, vol. 64, no 3, p. 227-242.